# Технолог (Умань)
ПрАТ «Технолог» — підприємство фармацевтичної промисловості, розташоване в місті Умань Черкаської області, зайняте в галузі виробництва ліків, вітамінів та біодобавок..